# Acanthocercus
Acanthocercus — род ящериц семейства агамовые. Включает 9 видов.

## Описание
Общие размеры представителей этого рода достигают 40 см. Цвет кожи колеблется от серого до оливкового, бурого. Голова ярко окрашена, шея может быть голубой, коричневой, чёрной. Хвост короткий желтоватого, оливкового цвета. Вдоль спины тянется светлая полоса. Туловище немного сжато, несколько вытянутая голова, морда заостренная.

## Образ жизни
Любят скальные, каменистые местности с хорошей растительностью. Хорошо лазают по деревьям. Питаются насекомыми и другими беспозвоночными.

## Размножение
Это яйцекладущие ящерицы. Самки откладывают до 15 яиц.

## Распространение
Обитают на Аравийском полуострове, в южной и восточной Африке.

## Классификация
На июль 2018 года в подсемейство включают 8 видов:
- Acanthocercus adramitanus (Anderson, 1896)
- Acanthocercus annectens (Blanford, 1870) — Эритрейская горная агама
- Acanthocercus atricollis (Smith, 1849) — Древесная агама
- Acanthocercus branchi Wagner, Greenbaum & Bauer, 2012
- Acanthocercus cyanogaster (Rüppell, 1835)
- Acanthocercus guentherpetersi Largen & Spawls, 2006
- Acanthocercus phillipsii (Boulenger, 1895) — Агама Филлиппса
- Acanthocercus yemensis (Klausewitz, 1954) — Йеменская агама